# Бич, Адам
Адам Рубин Бич (англ. Adam Ruebin Beach; род. 11 ноября 1972, Ашерн, Манитоба, Канада) — канадский актёр.

## Биография
Адам Бич родился в Ашерне, Манитоба, Канада. Его предки, главным образом, происходят из канадских индейцев, но также прослеживаются исландские корни благодаря прабабушке. Первые восемь лет жизни провёл с родителями и двумя братьями в индейской резервации Lake Manitoba/Dog Creek на озере Манитоба. Когда Адаму было восемь лет, его мать Салли Бич, находившаяся на восьмом месяце беременности, была сбита пьяным водителем. Отец Деннис утонул через несколько недель после инцидента. До сих пор неизвестно, был ли это несчастный случай или самоубийство. После смерти родителей Адам и его братья жили с бабушкой. Через пять лет после смерти их родителей все три брата были отправлены в центр провинции Манитоба Виннипег, чтобы жить с тётей и дядей по отцу: Агнес и Крис Бич. Адам называет своего дядю Криса «папой».
Бич посещал драматический класс в старшей школе Гордона Белла. Позднее он начал участвовать в местных театральных постановках, пройдя шестимесячный курс в театральной группе добровольцев во Фрейт-Хаусе и играл в Театре Манитобы для молодёжи.

## Карьера
В начале карьеры, в 18 лет, Бич получил небольшую роль в мини-сериале «Затерянные в пустоши», основанном на романе Фарли Моуэта, в России изданном под названием «В стране снежных бурь». В последующие годы продолжал работать в местном театре и снимался в телевизионных шоу, таких как «Крутой Уокер: Правосудие по-техасски» и «Прикосновение ангела». Первую в своей карьере главную роль сыграл в 1994 году в американской историко-приключенческой ленте «Скванто: Легенда о воине». В том же году Адам появился в фильме «Танцуй со мной на улице». После роли Виктора Джозефа в комедийной драме «Дымовые сигналы», актёр сыграл в фильмах «Тайна Аляски» и «Блюз малыша».
В 2002 году сыграл с Николасом Кейджем в военной драме «Говорящие с ветром». В ленте Клинта Иствуда «Флаги наших отцов» исполнил роль морского пехотинца Айра Хейза. В 2007—2008 годах исполнял роль детектива Честера Лейка в криминальном драматическом сериале «Закон и порядок: Специальный корпус». В 2011 году вместе с Дэниелом Крейгом, Харрисоном Фордом и Оливией Уайлд появился в ленте «Ковбои против пришельцев». С 2012 года и до закрытия проекта исполнял главную роль в канадском телесериале «Арктический воздух».
В 2016 году в прокат вышла лента «Отряд самоубийц», в которой Адам играл роль суперзлодея Слипнота.

## Личная жизнь
Актёр женился в первый раз в 1999 году на Мередит Портер. Брак продержался три года. У пары родилось двое сыновей: Ной (1996) и Люк (1998). После развода женой Адама стала Тара Мэйсон в 2003 году. В 2008 году Саммер Тайгерс родила от Адама Бича дочь Феникс.
В какое-то время встречался с актрисой Лиа Гибсон. В 2015 году Адам женился на Саммер Тайгер.

## Фильмография

### Кино
| Год  | Название на русском                | Оригинальное название       | Роль                   | Примечания             |
| ---- | ---------------------------------- | --------------------------- | ---------------------- | ---------------------- |
| 1993 | Девушки в «Кадиллаке»              | Cadillac Girls              | Уилл                   |                        |
| 1994 | Танцуй со мной на улице            | Dance Me Outside            | Фрэнк Фенспост         |                        |
| 1994 | Скванто: Легенда о воине           | Squanto: A Warrior’s Tale   | Скванто                |                        |
| 1995 | Парень, которого звали «Ненависть» | A Boy Called Hate           | Билли Маленькое Перо   |                        |
| 1995 | —                                  | Prey                        | Ноэль                  | короткометражный фильм |
| 1996 | В одно прекрасное лето             | Coyote Summer               | Рейф Акуна             |                        |
| 1997 | Песнь о Гайавате                   | Song of Hiawatha            | Чибиабос               |                        |
| 1998 | Дымовые сигналы                    | Smoke Signals               | Виктор Джозеф          |                        |
| 1999 | Тайна Аляски                       | Mystery, Alaska             | Гэлин Уинетка          |                        |
| 1999 | Блюз малыша                        | Little Boy Blues            | официант               |                        |
| 2000 | —                                  | My Brother                  | старший Билли          | короткометражный фильм |
| 2000 | Конечная остановка                 | Last Stop                   | Джейсон                |                        |
| 2001 | Приключения Джо Грязнули           | Joe Dirt                    | Кикин Уинг             |                        |
| 2001 | —                                  | The Art of Woo              | Бен Краучайлд          |                        |
| 2002 | Говорящие с ветром                 | Windtalkers                 | рядовой Бен Язи        |                        |
| 2002 | Сейчас и навсегда                  | Now & Forever               | Джон Майрон            |                        |
| 2002 | —                                  | Posers                      | Синклер                |                        |
| 2003 | Большая пустот                     | The Big Empty               | Рэнди                  |                        |
| 2004 | —                                  | Sawtooth                    | Джим                   |                        |
| 2005 | Кровь за кровь                     | Four Brothers               | шеф                    | не указан в титрах     |
| 2006 | Стильные штучки                    | Bottoms Up                  | Иисус                  | сразу на видео         |
| 2006 | Флаги наших отцов                  | Flags of Our Fathers        | Айра Хейз              |                        |
| 2006 | —                                  | Slasher Film                | н/д                    | короткометражный фильм |
| 2008 | Турок. Затерянный мир              | Turok: Son of Stone         | Турок                  | мультфильм; озвучка    |
| 2008 | Пастырь: Битва за души             | Older Than America          | Джонни                 |                        |
| 2008 | —                                  | Help                        | Макс                   | короткометражный фильм |
| 2010 | Дубина                             | Donkey                      | Слейд                  |                        |
| 2010 | Незнакомец                         | The Stranger                | Мейсон Риз             | сразу на видео         |
| 2011 | Сердце воина                       | A Warrior’s Heart           | cержант-майор Дюк Уэйн |                        |
| 2011 | Ковбои против пришельцев           | Cowboys & Aliens            | Нэт Колорадо           |                        |
| 2012 | —                                  | September Runs Red          | Дилан                  |                        |
| 2012 | —                                  | Path of Souls               | Джон Бердсли           |                        |
| 2013 | Двойная игра                       | Crook                       | Брайс                  |                        |
| 2013 | Ледяные солдаты                    | Ice Soldiers                | Кардинал               |                        |
| 2014 | Боец                               | A Fighting Man              | Быстрый Эдди           |                        |
| 2014 | —                                  | So We May Grow              | рассказчик             | короткометражный фильм |
| 2014 | —                                  | The Road to Tophet          | рассказчик             |                        |
| 2015 | Гризли                             | Into the Grizzly Maze       | Джонни Кадиллак        |                        |
| 2015 | Приключения Джо Грязнули 2         | Joe Dirt 2: Beautiful Loser | Кикин Уинг             |                        |
| 2015 | Дьявол                             | Diablo                      | Накома                 |                        |
| 2016 | Отряд самоубийц                    | Suicide Squad               | Слипнот                |                        |
| 2017 | —                                  | The Watchman’s Canoe        | Ник                    |                        |
| 2017 | Недруги                            | Hostiles                    | Чёрный Ястреб          |                        |
| 2017 | —                                  | Juliana & the Medicine Fish | Майк Рид               |                        |
| 2019 | Хуанита                            | Juanita                     | Джесс                  |                        |
| 2020 | Новые мутанты                      | The New Mutants             | Уильям Лонстар         |                        |
| 2021 | Власть пса                         | The Power of the Dog        | Эдвард Наппо           |                        |
| 2021 | Лебединая песня                    | Swan Song                   | Далтон                 |                        |

### Телевидение
| Год       | Название на русском                  | Оригинальное название                      | Роль                      | Примечания                                           |
| --------- | ------------------------------------ | ------------------------------------------ | ------------------------- | ---------------------------------------------------- |
| 1990      | Затерянные в пустоши                 | Lost in the Barrens                        | охотник                   | телефильм                                            |
| 1993      | —                                    | Spirit Rider                               | Пол Леблан                | телефильм                                            |
| 1993—1995 | К северу от 60-й                     | North of 60                                | Невада                    | телесериал; 4 эпизода                                |
| 1994      | Одинокий голубь                      | Lonesome Dove: The Series                  | н/д                       | эпизод: Last Stand                                   |
| 1995      | Крутой Уокер: Правосудие по-техасски | Walker, Texas Ranger                       | Томми Брайт Хоук          | эпизод: On Sacred Ground                             |
| 1995      | CBS Особенные школьные каникулы      | CBS Schoolbreak Special                    | Бен                       | эпизод: My Indian Summer                             |
| 1996      | Одинокая голубка                     | Lonesome Dove: The Outlaw Years            | Красная Ворона            | эпизод: Medicine                                     |
| 1996      | Прикосновение ангела                 | Touched by an Angel                        | Диллон Новый Орёл         | эпизод: Written in Dust                              |
| 1996      | —                                    | The Rez                                    | Чарли                     | телесериал                                           |
| 1997      | Пистолет мертвеца                    | Dead Man’s Gun                             | Том Призрачный Волк       | эпизод: Medicine Man                                 |
| 1997      | Путешествие Аллена Стрейнджа         | The Journey of Allen Strange               | Эрик                      | эпизод: Arrival                                      |
| 1997      | Мэдисон                              | Madison                                    | Кайл                      | телесериал; 3 эпизода                                |
| 1999      | Первая волна                         | First Wave                                 | Алекс Шерман              | эпизод: Prayer for the White Man                     |
| 2000      | Выше земли                           | Higher Groun                               | Аарон Рейфел              | эпизод: What Remains                                 |
| 2000      | —                                    | Harry’s Case                               | Адам Фиддлер              | телефильм                                            |
| 2002      | Блаженство                           | Bliss                                      | Энджел                    | эпизод: Valentine’s Day in Jail                      |
| 2002      | Мёртвая зона                         | The Dead Zone                              | шаман                     | эпизод: Shaman                                       |
| 2002      | Меняющий очертания                   | Skinwalkers                                | Джим Чи                   | телефильм                                            |
| 2002      | —                                    | Skinwalkers the Navajo Mysteries           | Джим Чи                   | телесериал; 3 эпизода                                |
| 2003      | —                                    | Cowboys and Indians: The J.J. Harper Story | Джей Джей Харпер          | телефильм                                            |
| 2003      | —                                    | Coyote Waits                               | Джим Чи                   | телефильм                                            |
| 2003      | Любовь вдовца                        | Everwood                                   | мистер Грей Клауд         | эпизод: Unhappy Holidays                             |
| 2003—2004 | Третья смена                         | Third Watch                                | Кристиан                  | телесериал; 2 серии                                  |
| 2004      | Вор времени                          | A Thief of Time                            | Джим Чи                   | телефильм                                            |
| 2004      | Военно-юридическая служба            | JAG                                        | Маркус Тилликам           | эпизод: Whole New Ball Game                          |
| 2005      | Джонни Тутолл                        | Johnny Tootall                             | Джонни Тутолл             | телефильм                                            |
| 2007      | Луна: Дух кита                       | Luna: Spirit of the Whale                  | Майк Макинна              | телефильм                                            |
| 2007      | Схороните моё сердце у Вундед-Ни     | Bury My Heart at Wounded Knee              | Чарльз Истмен             |                                                      |
| 2007      | —                                    | Moose TV                                   | Джордж Кишиг              | телесериал; основная роль                            |
| 2007—2008 | Закон и порядок: Специальный корпус  | Law & Order: Special Victims Unit          | детектив Честер Лейк      | телесериал; основная роль                            |
| 2008      | Луна команчей                        | Comanche Moon                              | Голубая Утка              | мини-сериал; основная роль                           |
| 2008      | —                                    | Wapos Bay: The Series                      | в роли самого себя        | мультсериал; эпизод: Lights, Camera, Action; озвучка |
| 2010      | Большая любовь                       | Big Love                                   | Томми Флут                | телесериал; 9 эпизодов                               |
| 2010      | —                                    | The Stepson                                | Джош Андерсон             | телефильм                                            |
| 2010      | Гавайи 5.0                           | Hawaii Five-0                              | морской котик Грэм Уилсон | эпизод: Ho’apono                                     |
| 2011      | Военный госпиталь                    | Combat Hospital                            | пожиратель змей           | телесериал; 4 эпизода                                |
| 2012      | —                                    | Caution: May Contain Nuts                  | н/д                       | эпизод: Jesus & the Death of Puffy Greenscale        |
| 2012—2014 | Арктический воздух                   | Arctic Air                                 | Бобби Мартин              | телесериал; основная роль                            |
| 2013      | Ад на колёсах                        | Hell on Wheels                             | Красный Медведь           | эпизод: The Game                                     |
| 2013      | Революция                            | Revolution                                 | шериф Мейсон Грей         | телесериал; 2 эпизода                                |
| 2015      | Бэкстром                             | Backstrom                                  | капитан Джесси Рока       | телесериал; 3 эпизода                                |
| 2017      | —                                    | Monsters of God                            | Видящий Две Луны          | телевидение                                          |
| 2019      | Пьяная история                       | Drunk History                              | Ричард Оукс               | эпизод: National Parks                               |
| 2019      | Сверхъестественное                   | Supernatural                               | шериф Мейсон              | эпизод: Don’t Go in the Woods                        |
| 2019—2020 | Нэнси Дрю                            | Nancy Drew                                 | шеф Макгиннис             | телесериал; 7 эпизодов                               |

## Награды и номинации
| Год  | Премия                              | Категория                                                                       | Фильм                                                                   | Результат |
| ---- | ----------------------------------- | ------------------------------------------------------------------------------- | ----------------------------------------------------------------------- | --------- |
| 1995 | Кинофестиваль американских индейцев | Лучшая мужская роль                                                             | за роль Фрэнка Фенспоста в кинофильме «Танцуй со мной на улице»         | Победа    |
| 1995 | FAITA Award                         | Лучшая мужская роль                                                             | за роль Бена в серии «Моё индейское лето»                               | Победа    |
| 1998 | МКФ в Сан-Диего                     | Лучшая мужская роль                                                             | за роль Виктора Джозефа в кинофильме «Дымовые сигналы»                  | Победа    |
| 2003 | FAITA Awards                        | Выдающееся выступление актёра в фильме                                          | за роль Бена Язи в кинофильме «Говорящие с ветром»                      | Победа    |
| 2005 | Кинофестиваль американских индейцев | Лучшая мужская роль                                                             | за главную роль в телефильме «Джонни Тутолл»                            | Победа    |
| 2006 | Ассоциация кинокритиков Сент-Луиса  | Лучший актёр второго плана                                                      | за роль Айры Хейза в кинофильме «Флаги наших отцов»                     | Номинация |
| 2006 | Спутник                             | Лучший актёр второго плана в кинофильме                                         | за роль Айры Хейза в кинофильме «Флаги наших отцов»                     | Номинация |
| 2006 | DFCC Awards                         | Лучший актёр второго плана                                                      | за роль Айры Хейза в кинофильме «Флаги наших отцов»                     | Номинация |
| 2006 | МКФ «Капри-Голливуд»                | Capri Exploit Award                                                             | за роль Айры Хейза в кинофильме «Флаги наших отцов»                     | Победа    |
| 2007 | МКФ в Палм-Спрингс                  | Восходящая звезда                                                               |                                                                         | Победа    |
| 2007 | Выбор кинокритиков                  | Лучший актёр второго плана                                                      | за роль Айры Хейза в кинофильме «Флаги наших отцов»                     | Номинация |
| 2007 | Кинофестиваль американских индейцев | Лучшая мужская роль                                                             | за роль Майка Макинны в кинофильме «Луна: Дух кита»                     | Номинация |
| 2008 | Кинофестиваль американских индейцев | Лучшая мужская роль                                                             | за роль Джонни в кинофильме «Пастырь: Битва за души»                    | Номинация |
| 2008 | Золотой глобус                      | Лучший актёр мини-сериала или телефильма                                        | за роль Чарльза Истмена в телефильме «Схороните моё сердце у Вундед-Ни» | Номинация |
| 2008 | NAACP Image Award                   | Выдающийся актёр в телевизионном фильме, мини-сериале или драматическом выпуске | за роль Чарльза Истмена в телефильме «Схороните моё сердце у Вундед-Ни» | Победа    |
| 2008 | NAMIC Vision Awards                 | Лучшая роль в теледраме                                                         | за роль Чарльза Истмена в телефильме «Схороните моё сердце у Вундед-Ни» | Номинация |
| 2009 | Джемини                             | За выдающиеся достижения аборигенов 2009 года                                   | Проект фонда The National Aboriginal Achievement Foundation             | Победа    |
| 2011 | Джемини                             | 18-я ежегодная Национальная премия за достижения аборигенов                     | Проект фонда The National Aboriginal Achievement Foundation             | Победа    |
| 2015 | Canadian Screen Awards              | Лучшая работа актёра в драматическом телесериале                                | за роль Бобби Мартина в телесериале «Арктический воздух»                | Номинация |